# Yoichi Ochiai
 (juin 2025).
Motif : sources de notoriété
- Archive Wikiwix
- Bing
- Cairn
- DuckDuckGo
- E. Universalis
- Gallica
- Google
- G. Books
- G. News
- G. Scholar
- Persée
- Qwant
- (zh) Baidu
- (ru) Yandex
- (wd) trouver des œuvres sur Wikidata

| 1. | Préciser le motif de la pose du bandeau. | Précisez le motif de la pose du bandeau en utilisant la syntaxe suivante : {{admissibilité à vérifier\|date=juin 2025\|motif=remplacez ce texte par le motif}}                     |
| 2. | Informer les utilisateurs concernés.     | Pensez à avertir le créateur de l'article, par exemple, en insérant le code ci-dessous sur sa page de discussion : {{subst:avertissement admissibilité à vérifier\|Yoichi Ochiai}} |

 (juin 2025).
La mise en forme du texte ne suit pas les recommandations de Wikipédia : il faut le « wikifier ».
Les points d'amélioration suivants sont les cas les plus fréquents. Le détail des points à revoir est peut-être précisé sur la page de discussion.
- Les titres sont pré-formatés par le logiciel. Ils ne sont ni en capitales, ni en gras.
- Le texte ne doit pas être écrit en capitales (les noms de famille non plus), ni en gras, ni en italique, ni en « petit »…
- Le gras n'est utilisé que pour surligner le titre de l'article dans l'introduction, une seule fois.
- L'italique est rarement utilisé : mots en langue étrangère, titres d'œuvres, noms de bateaux, etc.
- Les citations ne sont pas en italique mais en corps de texte normal. Elles sont entourées par des guillemets français : « et ».
- Les listes à puces sont à éviter, des paragraphes rédigés étant largement préférés. Les tableaux sont à réserver à la présentation de données structurées (résultats, etc.).
- Les appels de note de bas de page (petits chiffres en exposant, introduits par l'outil «  Source ») sont à placer entre la fin de phrase et le point final[comme ça].
- Les liens internes (vers d'autres articles de Wikipédia) sont à choisir avec parcimonie. Créez des liens vers des articles approfondissant le sujet. Les termes génériques sans rapport avec le sujet sont à éviter, ainsi que les répétitions de liens vers un même terme.
- Les liens externes sont à placer uniquement dans une section « Liens externes », à la fin de l'article. Ces liens sont à choisir avec parcimonie suivant les règles définies. Si un lien sert de source à l'article, son insertion dans le texte est à faire par les notes de bas de page.
- La présentation des références doit suivre les conventions bibliographiques. Il est recommandé d'utiliser les modèles {{Ouvrage}}, {{Chapitre}}, {{Article}}, {{Lien web}} et/ou {{Bibliographie}}. Le mode d'édition visuel peut mettre en forme automatiquement les références.
- Insérer une infobox (cadre d'informations à droite) n'est pas obligatoire pour parachever la mise en page.

Pour une aide détaillée, merci de consulter Aide:Wikification.
Si vous pensez que ces points ont été résolus, vous pouvez retirer ce bandeau et améliorer la mise en forme d'un autre article.
Yoichi Ochiai (落合 陽一 (Ochiai Yōichi)), né le 16 septembre 1987 à Tokyo, est un artiste médiatique, chercheur et entrepreneur japonais. Il est titulaire d'un doctorat de l'Université de Tokyo et occupe le poste de professeur associé à la bibliothèque de l'Université de Tsukuba, où il est également directeur du Centre de recherche et développement pour la nature numérique. Il est professeur spécialement nommé à l'Université Digital Hollywood, ainsi que professeur invité à l'Université des arts d'Osaka, à l'Université des arts de la ville de Kyoto et au Collège d'art de Kanazawa.
Il est notamment connu pour son travail à l'intersection de l'art et de la technologie, et pour son rôle de producteur du pavillon signature "null²" à l'Exposition universelle de 2025 à Osaka.

## Biographie

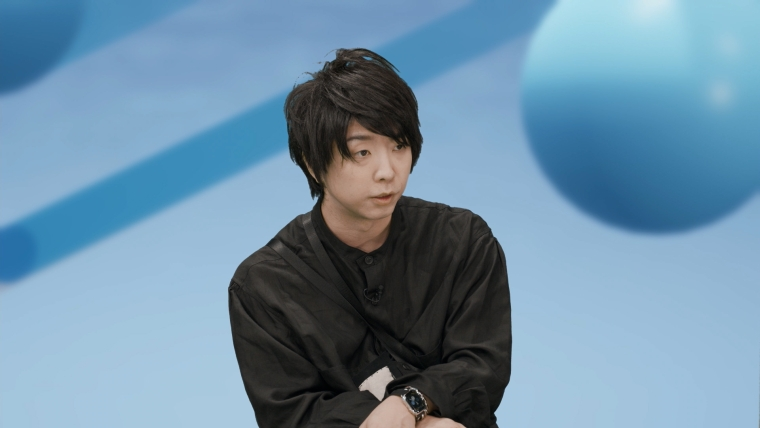
Yoichi Ochiai lors d'un événement en 2022

### Formation et carrière académique
Yoichi Ochiai est né le 16 septembre 1987 à Tokyo. Il est le fils du journaliste et écrivain Nobuhiko Ochiai. Après avoir obtenu son diplôme du lycée Kaisei en 2007, il entre à l'Université de Tsukuba où il obtient une licence en sciences de l'information et des médias en 2011.
Il poursuit ensuite ses études à l'Université de Tokyo, où il obtient un doctorat en informatique appliquée en 2015. La même année, il devient professeur assistant à l'Université de Tsukuba et fonde son laboratoire de recherche "Digital Nature Group". En 2017, il est promu professeur associé à l'Université de Tsukuba et nommé directeur de la plateforme stratégique de promotion de la nature numérique.
En 2020, il devient directeur du Centre de recherche et développement pour la nature numérique à l'Université de Tsukuba. Il occupe également des postes de professeur invité dans plusieurs institutions prestigieuses, notamment l'Université des arts d'Osaka, l'Université des arts de la ville de Kyoto et le Collège d'art de Kanazawa.

### Activités artistiques

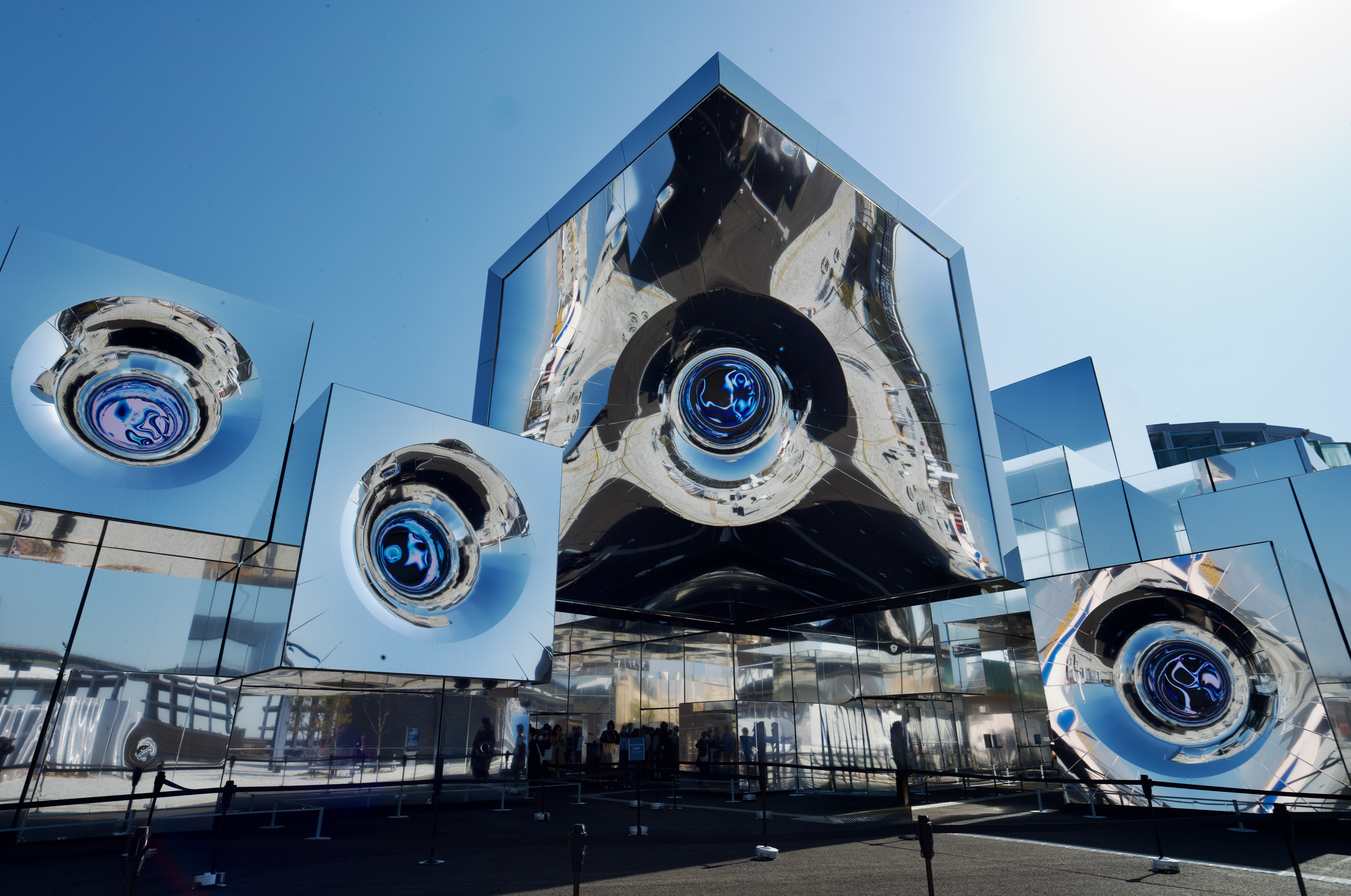
Vue extérieure du pavillon null² à l'Exposition universelle d'Osaka 2025

Yoichi Ochiai travaille comme artiste médiatique depuis environ 2010. Dans ce domaine, il organise plusieurs expositions individuelles et collectives chaque année, et contribue à la diffusion internationale de la culture japonaise.
Les activités artistiques d'Ochiai vont de la recherche à l'implémentation sociale et ne se limitent pas à l'expression de la technologie électronique. Il affirme que "le processus de création et de production vernaculaire, populaire et destiné à la consommation locale, utilisant des éléments de l'environnement 'naturel' pour créer une œuvre d'art, n'a pas changé depuis l'Antiquité, qu'il s'agisse de peinture japonaise ou occidentale" et considère l'art médiatique comme "l'art vernaculaire de la nature numérique".
En février 2021, en tant qu'envoyé culturel du Japon, il a organisé sa première exposition personnelle à l'étranger, "Bukka: Transformation of Material Things", au Centre d'art de Hong Kong. Cette exposition explorait le concept de nature numérique dans le contexte de la philosophie orientale, présentant des œuvres inspirées par les concepts taoïstes de "transformation matérielle" et la philosophie Huayan.
En 2025, il est le producteur du pavillon signature "null²" (prononcé "null null") à l'Exposition universelle d'Osaka, créant un espace d'exposition unique qui fusionne la technologie numérique avec l'harmonie de la vie. L'extérieur du pavillon utilise un film spécial réfléchissant pour refléter le paysage environnant, tandis que l'intérieur offre une expérience interactive sans précédent grâce à la numérisation des corps des visiteurs et à des installations qui évoluent organiquement.

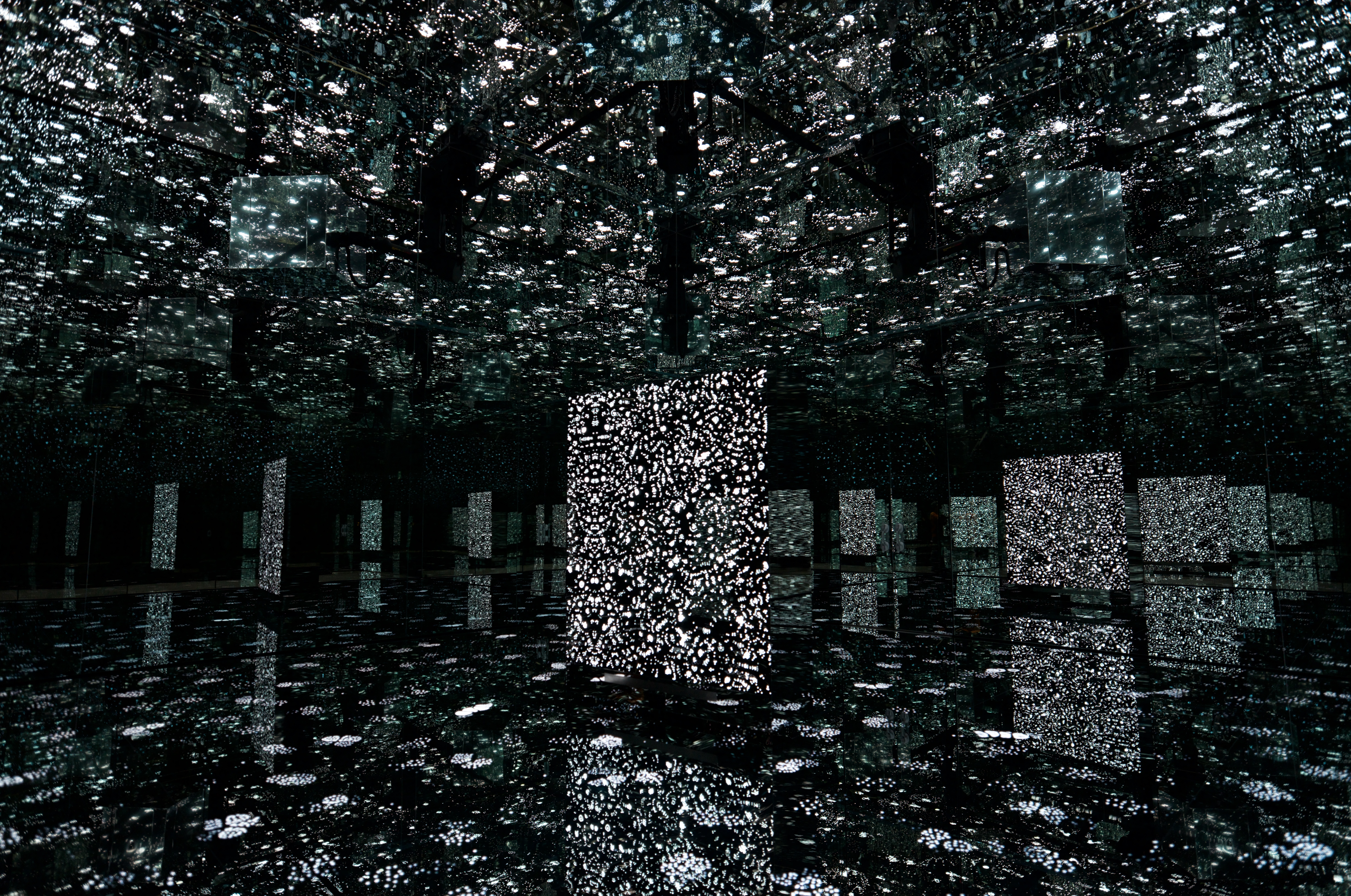
Vue intérieure du pavillon null² montrant l'expérience immersive créée par Yoichi Ochiai

### Recherche et innovation
Engagé dans la recherche avec une vision de la nature numérique, Yoichi Ochiai dirige son propre "Laboratoire de nature numérique" à l'Université de Tsukuba depuis 2015, et est également directeur du "Centre de recherche sur le développement de la nature numérique" depuis 2020. Il est spécialisé dans les arts médiatiques ainsi que dans l'interaction homme-machine et les domaines d'application utilisant la technologie intelligente et la technologie audiovisuelle.
Ses publications en laboratoire se situent dans les domaines de l'interaction homme-machine, de la réalité virtuelle, des affichages aériens et des graphiques spatiaux, ainsi que dans le domaine de la recherche sur la collaboration et la co-création entre l'intelligence artificielle et l'intelligence humaine, et dans les domaines de l'accessibilité et de la diversité.
En 2014, Yoichi Ochiai a été sélectionné par le programme "Inno(vation)" du ministère japonais des Affaires intérieures et des Communications, et a été reconnu comme un "programmeur de génie/super créateur" par l'Agence de promotion de l'information (IPA). La même année, avec ses collègues, il a réussi à développer une technologie de lévitation acoustique tridimensionnelle, réalisant la première tentative mondiale de contrôle d'objets dans l'air par ultrasons.
En 2015, il a développé "Fairy Lights", un hologramme tactile utilisant un laser femtoseconde. Cette technologie permet aux gens de toucher directement des images tridimensionnelles affichées dans l'air, et est considérée comme ayant un large potentiel d'application dans divers domaines, notamment l'architecture et la médecine.

### Entrepreneuriat
Yoichi Ochiai est le fondateur et PDG de Pixie Dust Technologies, une entreprise de transformation numérique de l'espace et d'implémentation sociale de technologies issues de l'université. La société a été fondée dans le but de "commercialiser des produits innovants et des méta-matériaux utilisant sa technologie propriétaire de contrôle des ondes HAGEN"ref name="wiki_en" />.
Grâce à la recherche et au développement de technologies d'interface humaine et de simulation informatique, l'entreprise a développé une technologie de haut-parleur tactile et une technologie de métamatériaux, la transformation numérique des chantiers de construction et l'implémentation sociale de la technologie, y compris des solutions BCP pour la protection contre le coronavirus.
En août 2023, Pixie Dust Technologies est entrée en bourse sur le marché NASDAQ aux États-Unis, attirant l'attention des marchés financiers internationaux. Cependant, en raison des coûts de maintien de la cotation et d'autres facteurs, la société a annoncé son intention de mettre fin volontairement à sa cotation sur le marché américain avant la fin de 2024.

### Projet xDiversity
Yoichi Ochiai est le représentant de la recherche JST CREST "Implémentation sociale de la technologie de visualisation spatiale et tactile basée sur une infrastructure d'IA supérieure pour une société permettant la diversité computationnelle" xDiversity (cross-diversity). Il travaille également au sein de l'association générale xDiversity sur des projets visant à réaliser une société diverse qui embrasse les différences dans les capacités physiques humaines.
Ces projets comprennent des fauteuils roulants automatisés, des divertissements adaptés à la diversité (Concerts sans audition par l'oreille) et la marche avec des jambes prothétiques (Projet Otome Prosthetic Legs), ainsi que d'autres projets visant à adapter les techniques d'apprentissage automatique à diverses diversités corporelles.

### Rôles consultatifs et reconnaissance
Yoichi Ochiai a occupé de nombreux postes consultatifs auprès du gouvernement japonais. Il a été membre du comité de la propriété intellectuelle du Cabinet du Premier ministre en 2017, membre du groupe de travail sur la législation relative à la réforme numérique en 2020, et membre de la conférence sur la sécurité sociale pour toutes les générations du Cabinet du Premier ministre en 2021.
En 2022, il a été nommé membre des Young Global Leaders du Forum économique mondial. Il a également été envoyé culturel de l'Agence pour les affaires culturelles du Japon pour les années 2020-2021.
En 2025, il est producteur du projet signature pour l'Exposition universelle d'Osaka, où son pavillon "null²" est l'une des principales attractions.

## Œuvres notables

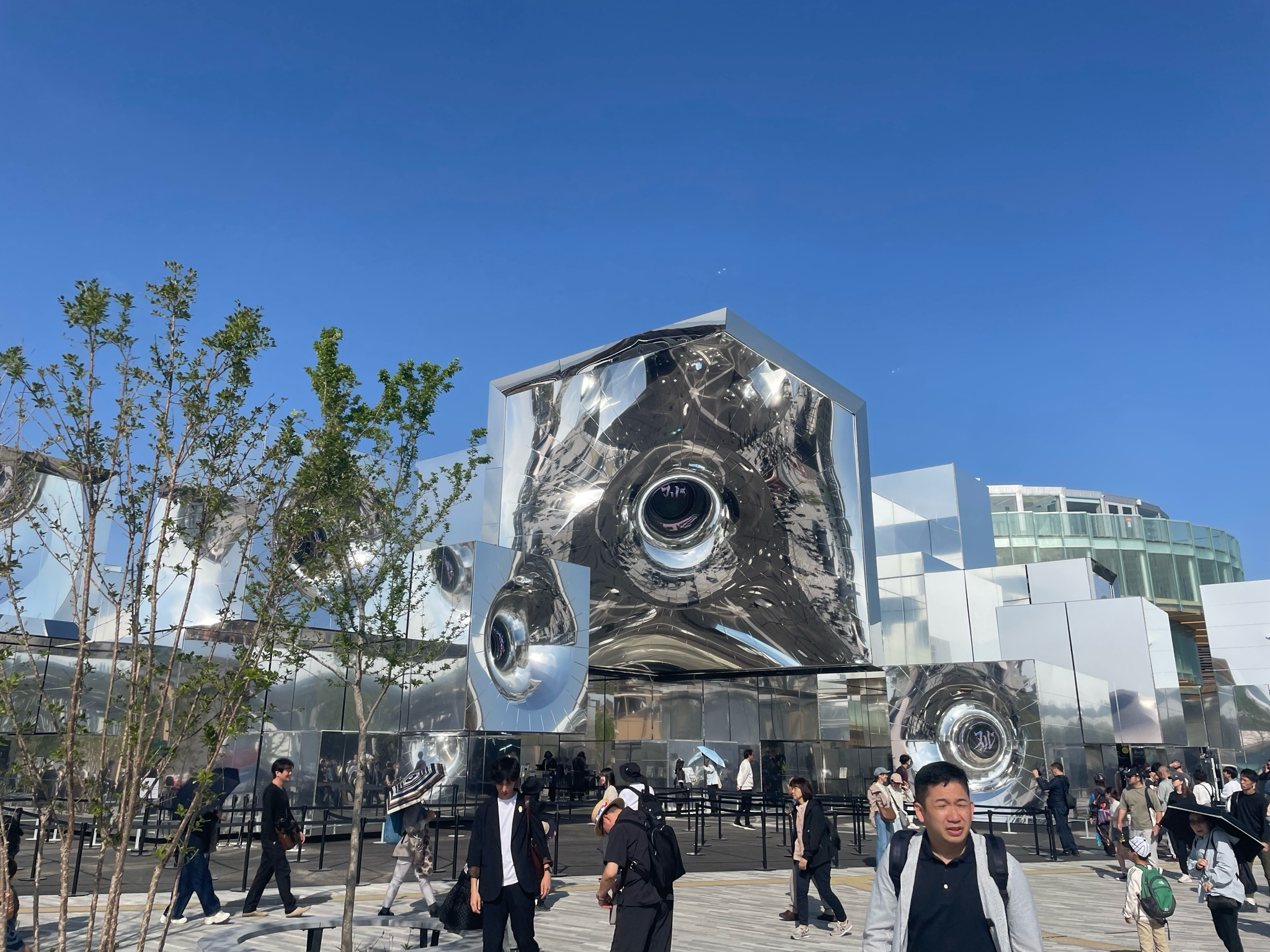
Le pavillon null² en pleine activité pendant l'Exposition universelle d'Osaka 2025

### Expositions individuelles (sélection)
- Image and Matter (déc. 2016 – jan. 2017 / Kuala Lumpur, Malaisie)
- Imago et Materia (mars – avr. 2017 / Roppongi, Tokyo)
- Japanese Technium Exhibition (avr. – mai 2017 / Kioicho, Tokyo)
- Yoichi Ochiai: Beauty of Natural Resolution End to End Transformation of Material Things Digital Nature (avr. – juin 2018 / Omotesando, Tokyo)
- Bukka: Transformation of Material Things (fév. 2021 / Centre d'art de Hong Kong, Hong Kong)
- Digital Nature, Existence from null to null: Encoded Eternity, Object-Oriented Primal Vow (sept. – nov. 2023 / Gifu, Musée folklorique de Kusakabe)
- Pavillon null² à l'Exposition universelle d'Osaka (avr. – oct. 2025 / Osaka, Japon)[3]

### Publications
- Digital Nature: 次世代の創造力を獲得する (Digital Nature: Acquérir la créativité de la prochaine génération) (2018)
- デジタルネイチャー (Digital Nature) (2018)
- 超AI時代の生存戦略 (Stratégies de survie à l'ère de la super IA)
- 十年後の仕事図鑑 (Guide illustré des emplois dans dix ans) (2019, co-écrit avec Takafumi Horie)
- 数字自然：作为生态系统的泛神化计算机的侘与寂 (Nature numérique: Wabi et Sabi des ordinateurs panthéistes en tant qu'écosystème) (2020)

## Conférences et apparitions médiatiques

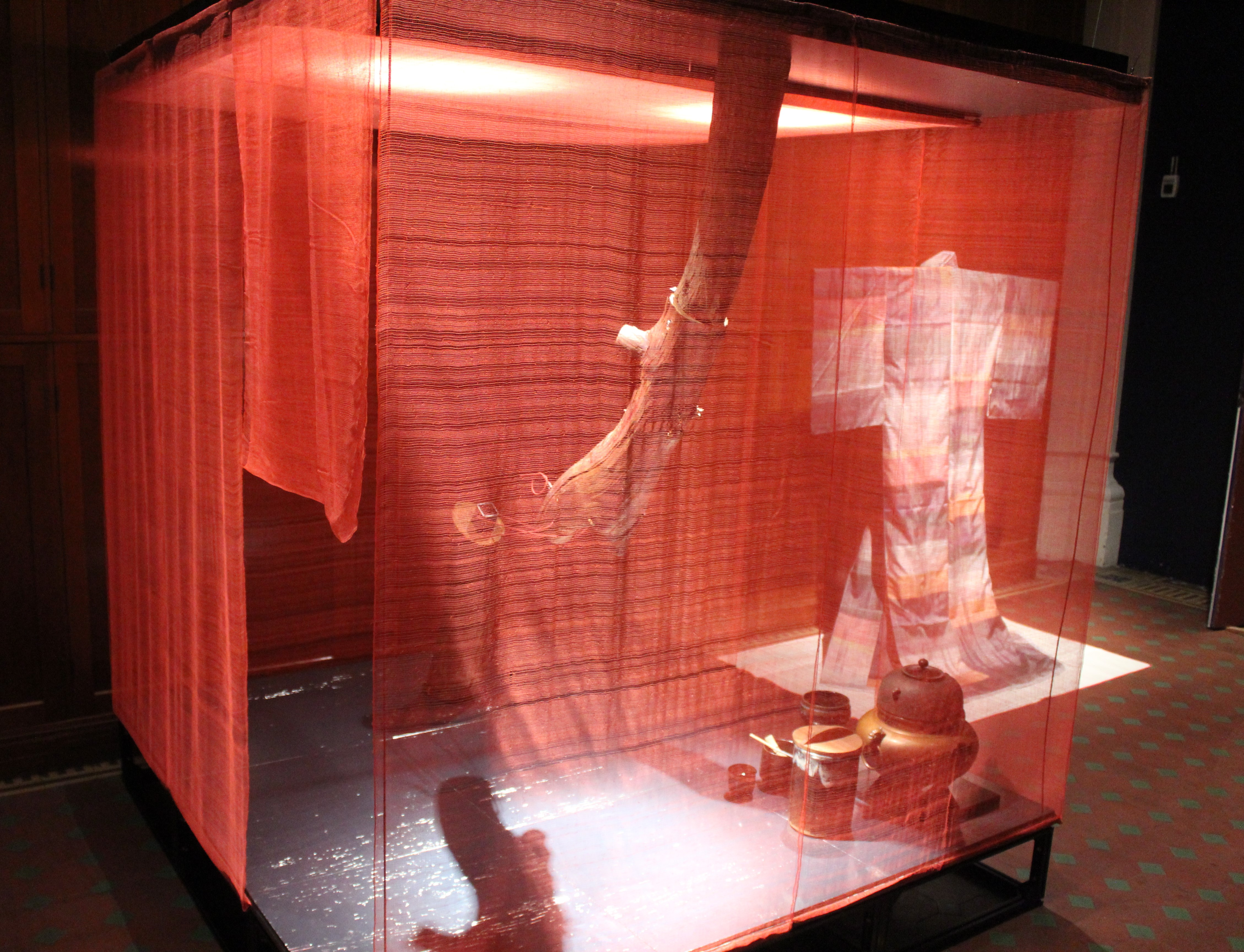
Installation "Null-Beni-An Nouvelle Neant" créée par Yoichi Ochiai en collaboration avec Oitama Tsumugi

Yoichi Ochiai est régulièrement invité à donner des conférences sur l'art, la technologie et l'avenir de la société numérique. En France, il a notamment participé à un symposium organisé par l'Institut français du Japon sur "Les nouveaux chemins de l'art et de la culture".
Il apparaît fréquemment dans les médias japonais et internationaux pour partager ses idées sur la technologie, la société et l'avenir. En mai 2018, il a donné une conférence à la Semaine de la publicité de Tokyo (Advertising Week Asia), où il a déclaré que "seule la publicité qui ne gaspille pas le temps des gens peut survivre". Dans cette présentation, il a introduit ses dernières recherches et a souligné qu'"il ne faut pas craindre l'application des nouvelles technologies" dans le contexte du vieillissement de la société japonaise et de la diminution de sa population.

## Le pavillon null² à l'Exposition universelle d'Osaka 2025
Le pavillon null² (prononcé "null null") est l'un des huit pavillons thématiques de l'Exposition universelle d'Osaka 2025, produit par Yoichi Ochiai. Ce pavillon signature est consacré au thème "Forger des vies" et explore la fusion entre le monde numérique et physique.
L'architecture extérieure du pavillon se caractérise par des structures cubiques réfléchissantes qui créent un effet miroir, reflétant l'environnement tout en intégrant des éléments lumineux circulaires qui évoquent des "yeux" ou des "portails" vers une autre dimension. Ces éléments changent de couleur et d'intensité en fonction des interactions avec les visiteurs.
À l'intérieur, les visiteurs vivent une expérience immersive où leurs corps sont numérisés et intégrés dans un environnement réactif. Le pavillon utilise des technologies avancées de projection, de capteurs et d'intelligence artificielle pour créer un dialogue entre les humains et l'espace numérique.
Selon Yoichi Ochiai, "null²" représente un concept où "zéro multiplié par zéro crée quelque chose de nouveau" - une métaphore de la façon dont l'interaction entre différentes formes de "néant" peut générer de nouvelles possibilités et formes de vie.